# Deutsche Fechtmeisterschaften 1925
Bei den Deutschen Fechtmeisterschaften 1925 wurden Wettbewerbe im Herrenflorett, Herrendegen und Herrensäbel ausgetragen, bei den Damen gab es nur einen Wettbewerb im Florett. Die Einzelmeisterschaften fanden am 13. und 14. Juni in Köln statt, die Mannschaftsmeisterschaften am 14. und 15. November in Berlin. Die Meisterschaften wurden vom Deutschen Fechter-Bund organisiert. Der Deutsche Turner-Bund organisierte parallel eigene Fechtmeisterschaften in Hannover.

## Herren

### Florett (Einzel)
| Platz | Sportler         | Verein              |
| ----- | ---------------- | ------------------- |
| 1     | Erwin Casmir     | Hermannia Frankfurt |
| 2     | Hans Halberstadt | Fechtclub Offenbach |
| 3     | Emil Schön       | Hermannia Frankfurt |

### Florett (Mannschaft)
| Platz | Verein              | Sportler                                                   |
| ----- | ------------------- | ---------------------------------------------------------- |
| 1     | Hermannia Frankfurt | Erwin Casmir Fritz Jack Heinrich Moos Emil Schön           |
| 2     | Fechtclub Offenbach | Hans Halberstadt Fritz Gazzera Theodor Talman Hans Thomson |
| 3     | Dresdner Fecht-Club | Gössel Haase Hessel Leonhard                               |

### Degen (Einzel)
| Platz | Sportler         | Verein              |
| ----- | ---------------- | ------------------- |
| 1     | Erwin Casmir     | Hermannia Frankfurt |
| 2     | Hans Halberstadt | Fechtclub Offenbach |
| 3     | Emil Schön       | Hermannia Frankfurt |

### Degen (Mannschaft)
| Platz | Verein              | Sportler                                                   |
| ----- | ------------------- | ---------------------------------------------------------- |
| 1     | Hermannia Frankfurt | Erwin Casmir Fritz Jack Emil Schön Heinrich Moos           |
| 2     | Berliner Fechtclub  | Battke Kappstein Schroeder Robert Sommer                   |
| 3     | Fechtclub Offenbach | Hans Halberstadt Fritz Gazzera Theodor Talman Hans Thomson |

### Säbel (Einzel)
| Platz | Sportler     | Verein              |
| ----- | ------------ | ------------------- |
| 1     | Erwin Casmir | Hermannia Frankfurt |
| 2     | Emil Schön   | Hermannia Frankfurt |
| 3     | Hans Thomson | Fechtclub Offenbach |

### Säbel (Mannschaft)
| Platz | Verein              | Sportler                                     |
| ----- | ------------------- | -------------------------------------------- |
| 1     | Fechtclub Offenbach | Hans Halberstadt Theodor Talman Hans Thomson |
| 2     | Dresdner Fecht-Club | Otto Angermann Leonhard Schnabel             |
| 3     | Hermannia Frankfurt | Erwin Casmir Heinrich Moos Fritz Jack        |

## Damen

### Florett (Einzel)
| Platz | Sportler        | Verein              |
| ----- | --------------- | ------------------- |
| 1     | Helene Mayer    | Fechtclub Offenbach |
| 2     | Stefanie Stern  | Fechtclub Offenbach |
| 3     | Liesel Hartmann | Fechtclub Offenbach |